# Viguiera splendens
Viguiera splendens là một loài thực vật có hoa trong họ Cúc. Loài này được Panero & E.E.Schill. miêu tả khoa học đầu tiên năm 1988.